# Melecta festiva
Melecta festiva ist eine Biene aus der Familie der Apidae. Die Art sieht Melecta luctuosa ähnlich.

## Merkmale
Die Bienen haben eine Körperlänge von 13 bis 15 Millimetern. Die Weibchen sind im Gesicht, am ersten Tergit, den Flecken am Thorax und dem ersten bis fünften Tergit sowie den Schienen (Tibien) weiß behaart, ansonsten sind sie schwarz behaart. Die Pygidialplatte ist kreisförmig erweitert. Die Schienen der hinteren Beine sind zu mehr als ihrer Hälfte weiß behaart. Die Männchen sehen den Weibchen ähnlich, auf den Schienen der mittleren Beine und den Fersengliedern (Metatarsus) der hinteren Beine sind sie jedoch fast komplett weiß behaart. Die Fühlerglieder sind basal mit einer Vertiefung versehen. 

## Vorkommen und Lebensweise
Die Art ist von Tunesien, über Südeuropa bis in die Ukraine, Türkei und nach Israel verbreitet. Die Tiere fliegen von Ende April bis Anfang Juli. Bei welchen die Art als Kuckucksbiene parasitiert, ist unbekannt.

## Belege
Felix Amiet, M. Herrmann, A. Müller, R. Neumeyer: Fauna Helvetica 20: Apidae 5. Centre Suisse de Cartographie de la Faune, 2007, ISBN 978-2-88414-032-4.